# Biračko pravo
Biračko pravo  je subjektivno pravo građana (državljana) određene države da na izborima daju glas za određenog kandidata, ujedno i pravo da budu kandidati na izborima. Biračko pravo je skup određenih prava. Kolika je važnost ostvarenja biračkog prava kao jednog od osnovnih političkih prava građana u suvremenim demokracijama ogleda se u činjenici što su temeljna načela za njegovo ostvarivanje najčešće propisana ustavom, a detaljno razrađena u izbornim zakonima. 
Vrste biračkih prava:
- aktivno biračko pravo
- opće biračko pravo i ograničeno biračko pravo
- jednako biračko pravo i nejednako biračko pravo
- pasivno biračko pravo

Načini ostvarivanja biračkog prava:
- na neposrednim ili posrednim izborima
- javnim ili tajnim glasovanjem

## Birači
Državljanin postaje biračem kad ispuni zakonom propisane uvjete za stjecanje biračkog prava. Skup svih državljana s biračkim pravo čini nacionalno biračko tijelo. S obzirom na ponašanje u izborima, razvijeno je više tipologija birača. Jednu od najstarijih i najutjecajnijih izradio je američki sociolog V. O Key, koji je sve birače podijelio na stalne (višekratno glasuju za istu stranku), promjenljive (mijenjaju stranke za koje glasuju pod utjecajem različitih osobnih i društvenih čimbenika) i nove (prvi put glasuju na izborima). Druga tipologija dijeli sve birače na stalne (sudjeluju u svim izborima) i povremene (sudjeluju samo u najvažnijim izborima). Konzervativno mišljenje dugo je glorificiralo stalne, a diskreditiralo promjenljive birače kao nestabilan, prevrtljiv i politički nepismen dio biračkog tijela. U suvremenim interpretacijama na njih se, pak, gleda kao na politički obaviještene i racionalne birače koji imaju prvorazrednu demokratsku funkciju jer svojim “promjenljivim glasovima” omogućuju smjene stranaka na vlasti.

## Poveznice
- Izbori
- Izborni sustav
- Utvrđivanje izbornih rezultata
- Hrvatski izborni sustav